# Land Ordinance del 1784
La Land Ordinance del 1784 (emanata il 23 aprile 1784) stabiliva che il territorio degli Stati Uniti di recente formazione, situato a ovest dei Monti Appalachi, a nord del fiume Ohio e a est del Mississippi, venisse suddiviso in stati separati.

## Adozione
L'Ordinanza del 1784 fu adottata dal Congresso degli Stati Uniti d'America governati sotto gli Articoli della Confederazione.
Thomas Jefferson fu il principale autore. La sua bozza originale dell'ordinanza conteneva cinque importanti articoli:
- I nuovi stati rimarranno per sempre parte degli Stati Uniti d'America.
- Avranno lo stesso rapporto con la confederazione degli stati originari.
- Dovranno pagare la loro quota del debito federale.
- Dovranno sostenere nelle loro forme di governo principi repubblicani.
- Dopo l'anno 1800 non ci sarà né schiavitù né servitù involontaria in nessuno di essi.

È interessante notare che la mappa della bozza di Jefferson inclusa nella relazione del comitato al Congresso prevedeva due stati da ritagliare da terreni ceduti dalla Virginia sul suo lato occidentale e a sud del fiume Ohio, nell'attuale Kentucky.